# Guillaume Mazeau
Guillaume Mazeau, né le 7 juin 1975, est un historien français spécialiste de la Révolution française. Il est actuellement maître de conférences à l'université Paris I - Panthéon-Sorbonne et membre du Centre d'histoire du XIXe siècle. Il est également commissaire d'expositions et conseiller historique pour le théâtre et la télévision.

## Biographie
Guillaume Mazeau a passé son enfance entre Caen et la mer. Ancien élève de l’École normale supérieure de Fontenay-Saint-Cloud (L FC 1995), il obtient l'agrégation d'histoire en 1999 et enseigne ensuite au lycée Auguste Béhal de Lens pendant dix ans (1999-2009).
En parallèle, il rédige une thèse sur l'assassinat de Jean-Paul Marat par Charlotte Corday sous la direction de Jean-Clément Martin. Il s'intéresse en particulier à l'engagement politique au cœur de cet événement ainsi qu'à sa mémoire. Il soutient sa thèse en 2007 et en publie une version remaniée en 2009 (Le Bain de l'histoire, Champ Vallon, 2009). En 2009, il est retenu par Alain Chevalier comme commissaire scientifique de l'exposition "Corday contre Marat" au musée de la révolution française à Vizille (Isère).
Guillaume Mazeau est recruté la même année en tant que maître de conférences à l'université Paris I - Panthéon Sorbonne.
Adhérent de la Société des études robespierristes et membre de la rédaction des Annales Historiques de la révolution française (AHRF), Guillaume Mazeau est également chercheur associé à l'Institut d'histoire du temps présent (IHTP).
Il a été nommé conseiller historique au musée Carnavalet à Paris et y a rédigé les textes de présentation des salles révolutionnaires. Il a été recruté pour repenser la scénographie de la Conciergerie autour de Marie-Antoinette.
Membre du Comité de vigilance face aux usages publics de l'histoire (CVUH) et du Collectif Aggiornamento hist-geo, il a animé avec Christian Delage un séminaire sur les « médiations de l’histoire » à l’(IHTP).
Il a accompagné scientifiquement la création de nombreuses oeuvres : Joël Pommerat, Ca Ira (1), Fin de Louis, 2015 ; Pauline Susini, Marie-Antoinette(s), 2016 ; Pierre Schoeller, Un peuple et son roi, 2018 ; Joël Pommerat, Ca Ira (1) Fin de Louis (2024) ; Franklin, série, Apple TV (2024), Tim van Patten (dir.), Chapeaux prod. ; La Mort de Marat de Martin Fraudreau, Arte, 2012 ; Bertrand Guillot, L’abolition des privilèges, 2021 ; Christophe Bigot, Le bouffon de la Montagne, 2016.
Il est le père de deux filles ainsi que d'un fils et le compagnon d'une metteuse en scène militante féministe.

## Publications
- Histoire, Paris, Anamosa, 2020, 104 p.
- L'histoire comme émancipation (en collaboration avec Mathilde Larrère et Laurence De Cock), Marseille, Agone, 2019, 138 p.
- La Conciergerie : palais de la Cité (en collaboration avec Béatrice de Parseval), Paris, éditions du Patrimoine, 2019, 63 p.
- Révolutionnaire malgré lui. Journal d’Adrien Duquesnoy, député de 89, Paris, Mercure de France, 2016, 297 p.
- Pour quoi faire la Révolution (en collaboration avec Jean-Luc Chappey, Bernard Gainot, Frédéric Régent et Pierre Serna), Marseille, Agone, 2012, 200 p.
- Le Bain de l’histoire. Charlotte Corday et l’attentat contre Marat (1793-2009), Seyssel, Champ Vallon, 2009, 426 p.
- Corday contre Marat. Deux siècles d’images, Versailles, Artlys, 2009, 76 p.
- Charlotte Corday en 30 questions, La Crèche, Geste éditions, 2006, 59 p.